# Burg Nübel
Burg Nübel ist eine abgegangene mittelalterliche Niederungsburg vom Typus einer Turmhügelburg (Motte) bei Steinbergkirche in Schleswig-Holstein, die aus einem nördlichen älteren und südlichen jüngeren Teil besteht. Vom älteren Teil verblieb der Überrest des Turmhügels. Der jüngere Teil besteht heute als landwirtschaftlicher Betrieb weiter.

## Lage
Der Standort der Burg Nübel liegt weder in der gleichnamigen Gemeinde Nübel im südlichen Teil Angelns, noch in der Nybøl Sogn (deutsch: Kirchspielsgemeinde Nübel) auf der Nordseite der Flensburger Förde, sondern im Nordosten der Halbinsel Angeln. Nördlich, parallel zur Nordstraße, zwischen den Orten Hattlund und Dollerup, liegt das zur Gemeinde Steinbergkirche gehörende Dorf Nübel. An der Dorfstraße Nübels (Lage) befinden sich mehrere Häuser, unter anderem ein großer südlicher und ein großer nördlicher landwirtschaftlicher Betrieb. Der nördliche dieser beiden Höfe ging aus der Burg Nübel hervor. Nordöstlich von Nübel in drei und vier Kilometer Entfernung liegen zudem die ehemaligen adligen Güter Friedrichstal und Philipsthal die ursprünglich zum Nübeler Besitz gehörten.

## Geschichte
Die Burg Nübel fand erstmals im 15. Jahrhundert Erwähnung. Damals wurden wahrscheinlich Ländereien von Satrupholm und Gammelbygaard zu einem neuen Landbesitz zusammengeführt. Um 1435 wurde dieser neugebildete Landbesitz zur Einlösung eines Pfandrechtes an den angesehenen Adligen Henning von der Hagen (auch Henneke von dem Hagen genannt) abgetreten, der dort wahrscheinlich den neuen Adelssitz errichtete, der den Namen „Nyeböll“ erhielt. Der Name Nübel besteht aus einer Vorsilbe, die „neu“ bedeutet, sowie dem Suffix „-büll“, womit die Bezeichnung auf eine „Neue Siedlung“ hindeutet.
Nachdem 1431 während des Dänisch-Hanseatischen Krieges die Flensburger Duburg von den Holsteiner erobert worden war, wurden Henning von der Hagen und dem Drosten Hinrich Rixdorf das Flensburger Schloss eingeräumt. Nach 1437 war Henning von der Hagen dort Amtmann. Der Knappe Joachim von der Hagen, Sohn von Henning von der Hagen, verkaufte die Besitzungen der Familie im südlichen Angeln. Unter anderem verkaufte er am 26. September 1463 den dort gelegenen Hof Thumbygaard bei Struxdorf (Lage) an den Domherrn Andreas Junge. Gleichzeitig erwarb er vermutlich weiteres Land in der Nähe von Nübel zur Vergrößerung des dortigen Besitzes. Klaus von der Hagen, Sohn von Joachim von der Hagen, besaß neben Nübel auch Steinberg. Klaus von der Hagen fiel 1500 in Dithmarschen, offenbar bei der Schlacht bei Hemmingstedt. Die Burg Nübel verblieb in der nachfolgenden Zeit im Besitz der Familie von der Hagen. Um 1578 befand sich Nübel im Besitz von Joachim von der Hagen. Diesem folgte sein Sohn Henneke, der neben Nübel auch Ostergaard, Lundsgaard und Ellgaard besaß. Der besagte Henneke von der Hagen war Rat des Glücksburger Herzogs Philipp und Amtmann des weiter entfernteren Lügumklosters, nordöstlich von Tondern. Henneke von der Hagen starb 1597. Dessen Sohn Klaus musste auf Grund hoher Verschuldung die Güter für 26.020 Taler an Wulf vom Damm verpfänden, was zu Streitigkeiten führte.
1618 kaufte Herzog Hans der Jüngere die Burganlage mit umliegenden Ländereien für 180.125 Mark und baute bei Nübel ein neues Schloss mit einer Kapelle, womit spätestens zu dieser Zeit wohl der jüngere, südliche Teil der Burganlage, der Nübelhof, entstand. In der Folgezeit entstanden auf Ländereien des Gutes Nübel die Meierhöfe Friedrichstal (1628) und Philipsthal (1712). Der Besitz verblieb zunächst im Besitz der Glücksburger Herzoge. 
1755/56 wurde der Nübelhof niedergelegt, teilweise abgerissen und das Hoffeld parzelliert. Am 15. März 1756 wurden in Glücksburg vor dem Amtshaus die Ländereien des Gutes zum Verkauf angeboten. Damit endete für die auf den Parzellen siedelnden Bauern in Nübel, Nübelfeld, Nübelmoor und Gräfsholz die Leibeigenschaft. Sie wurden somit freie Bauern, die seitdem auf eigener Scholle wirtschafteten. 1779 fiel der Überrest des Nübelhofes, ohne die Meierhöfe Friedrichstal und Phillipsthall, an den dänischen König Christian VII. Wie lange der Haupthof Eigentum der dänischen Krone war, ist unklar. Nach dem Deutsch-Dänischen Krieg im Jahr 1865 wurde der Landesteil Schleswig, in dem auch Nübel liegt, Teil der preußischen Provinz Schleswig-Holstein. 
1959 befand sich der Haupthof im Besitz der Familie Otzen, die ihn als landwirtschaftlichen Betrieb nutzte. Die nach der Parzellierung entstandene Dörfer feierten 1965 ihr zweihundertjähriges und 2006 ihr zweihundertfünfzigjähriges Bestehen. Die Hofanlage gehört bis heute der Familie Otzen.

## Beschreibung
Der ältere Burganlage liegt im Norden des dortigen Wiesentals (Lage), die jüngere Burganlage im Süden des Wiesentals (Lage). Nordwestlich des heutigen Bauernhofes liegt inmitten der Niederung ein flacher landzungenartiger Bereich. Dort blieben die turmhügelartigen Reste der alten Burg Nübel erhalten. Der Hügel ist 1,6 Meter hoch und besitzt einen Durchmesser von 52 Metern. Vom umlaufenden Graben blieb nur ein 8–10 Meter breiter und 1,5 Meter tiefer Trockengraben erhalten. Auf der Innenseite, dem Rand der Hügelfläche, blieben schwache Wallreste erkennbar. Die Südseite dieser älteren Burganlage zeigt keine runde Gestalt, sondern ist begradigt. Die Ausmaße dieser älteren Anlage liegt bei 60 × 70 Metern. 50 Meter weiter südlich schließt sich mit dem heutigen Hofplatz die jüngere Burganlage an. Diese Anlage liegt 1,4 Meter über dem Wiesenniveau und besitzt von Westen nach Osten eine Breite von 150 Metern sowie von Norden nach Süden eine Längen von 100 Metern. Der unregelmäßig geformte Hofplatz wird nach Südosten von einem ebenfalls 8–10 Meter breiten Trockengraben mit einem Meter Tiefe begrenzt (Lage).